# Марија Магдалена
Марија Магдалина (или Магдалена) — Блага Марија била је ранохришћанска светитељка, ученица и пратиља Исуса Христа, која се сматра равном апостолима.
Према забелешкама сва четири канонска Јеванђеља, у којима је по имену поменута 12 пута (више од свих осталих апостола), Марија је посведочила Исусовом распећу и његовом васкрсењу. Надимак Магдалина требало би, по мишљењу историчара, да указује на њено порекло, тј. на варош Магдалу, на западној обали Галилејског језера, у тадашњој римској провинцији Јудеји.
Јеванђеље по Луки помиње Марију као једну од жена које су путовале са Исусом, која је помагала његов подвиг властитим добрима, указујући највероватније на њено имућство. Лука каже да је Магдалину мучило седам злих духова (бесова), од којих ју је Исус ослободио. Сва четири Јеванђеља помињу је − или као усамљену женску фигуру, или као једну од неколицине жена које су биле уз Исуса за време његовог погубљења. Каснији гностички списи уводе Магдалину као једну од централних библијских фигура. Тако Јеванђеље по Томи, Јеванђеље по Филипу, Дијалог Спаситеља и Pistis Sophia говоре о посебном односу између Марије и Христа, у коме је она била његов омиљени ученик, апостол над апостолима, она коју је љубио у уста и која је најбоље разумела његове речи. Отуд љубомора и ка њој усмерен бес апостола Петра.
Приказивање Христове следбенице као курве почело је 591. године, када је папа Гргур I створио култ којим је Марију Магдалину, Марију из Бетаније и неименовану грешницу која је опрала Исусове ноге спојио у једну особу. Папина ускршња проповед оставила је те године људе у уверењу да је Марија Магдалина курва која се покајала за своје грехе. Истовремено је створена средњевековна легенда о њеној ванвременској лепоти, као и о њеном богатству, стеченом у промискуитету. Тек 1969. године папа Павле VI раздвојио је заједничко обележје три жене, али је идеја о Магдалини као проститутки опстала у популарној култури.
Светитељка се прославља у римокатоличкој, англиканској, лутеранској и православној цркви. Године 2016. папа Фрања донео је декрет којим Марију у литургијском обележавању уздиже као апсолутно равноправну са апостолима. У римокатоличким литургијама Магдалина се отад наводи као апостол над апостолима, те је њен дан у календару проглашен за верску светковину. Православна црква слави је два пута годишње: најпре са другим женама у Недељи мироносица, па затим 4. августа, као Свету Марију Магдалину − Благу Марију. 
У српском народу уврежено је веровање да је Блага Марија рођена сестра Светог Илије и Огњене Марије, те заједно са њима спада у ред плаховитих, огњевитих светаца, који пале земљу ватром и громовима.

## Живот
Када су Исуса осудили и одвели на распеће, под крстом на Голготи стајала је и Марија Магдалина, и горко плакала заједно са Маријом, Исусовом мајком. Након Исусове смрти она је три пута посетила његов гроб. У јеванђељу се говори да када је Христос васкрсао, она га је два пута видела: једном сама, а други пут са осталим женама. Марија је након разапињања Исуса отпутовала у Рим, тужећи цару Тиберију Пилата због његове неправедне осуде Исуса Христа. Њену тужбу је цар примио, и Пилата преместио из Јерусалима у Галију, где је овај судија у немилости царској и у тешкој болести преминуо. По том се вратила из Рима у Ефес код Јована Богослова, коме је помагала у проповедању јеванђеља. Са великом љубављу према Исусу и са великом ревношћу проповедала је она јеванђеље свету као Христов апостол. 
Преминула је мирно у Ефесу. Њене мошти су касније пренете у Цариград. Близу Гетсиманског врта налази се руски храм посвећен светој Марији Магдалени. 
Српска православна црква прославља 22. јула по јулијанском, а 4. августа по грегоријанском календару празник Блага Марија као дан сећања на Марију Магдалину.

## Занимљивости
Шимун Милиновић је помиње као Марију Мандалину (Хрватске успомене из Далмације, pp. 215.).